# Kaiser Gates
Kaiser Gates (Atlanta, 8 novembre 1996) è un cestista statunitense.

## Statistiche

### College
| Anno      | Squadra           | PG | PT | MP   | TC%  | 3P%  | TL%  | RP  | AP  | PRP | SP  | PP  |
| --------- | ----------------- | -- | -- | ---- | ---- | ---- | ---- | --- | --- | --- | --- | --- |
| 2015-2016 | Xavier Musketeers | 30 | 0  | 10,4 | 43,3 | 33,3 | 56,8 | 2,6 | 0,2 | 0,4 | 0,2 | 3,2 |
| 2016-2017 | Xavier Musketeers | 33 | 4  | 21,0 | 38,7 | 33,9 | 72,2 | 4,0 | 0,7 | 0,5 | 0,2 | 5,8 |
| 2017-2018 | Xavier Musketeers | 34 | 18 | 23,8 | 41,3 | 37,8 | 82,7 | 4,6 | 0,9 | 0,5 | 0,3 | 7,2 |
| Carriera  | Carriera          | 97 | 22 | 18,7 | 40,6 | 35,7 | 71,2 | 3,8 | 0,6 | 0,4 | 0,2 | 5,5 |

### NBA

#### Regular Season
| Anno      | Squadra       | PG | PT | MP  | TC% | 3P% | TL% | RP  | AP  | PRP | SP  | PP  |
| --------- | ------------- | -- | -- | --- | --- | --- | --- | --- | --- | --- | --- | --- |
| 2023-2024 | N.O. Pelicans | 1  | 0  | 7,0 | 0,0 | 0,0 | -   | 1,0 | 0,0 | 0,0 | 0,0 | 0,0 |
| Carriera  | Carriera      | 1  | 0  | 7,0 | 0,0 | 0,0 | -   | 1,0 | 0,0 | 0,0 | 0,0 | 0,0 |

### G League
| Anno      | Squadra          | PG  | PT  | MP   | TC%  | 3P%  | TL%  | RP  | AP  | PRP | SP  | PP   |
| --------- | ---------------- | --- | --- | ---- | ---- | ---- | ---- | --- | --- | --- | --- | ---- |
| 2018-2019 | Windy City Bulls | 50  | 9   | 26,0 | 41,0 | 37,5 | 78,6 | 6,5 | 2,0 | 0,9 | 0,4 | 12,7 |
| 2019-2020 | Maine Red Claws  | 36  | 36  | 32,6 | 40,1 | 33,1 | 69,4 | 7,3 | 2,0 | 0,8 | 0,5 | 12,2 |
| 2020-2021 | Long Island Nets | 12  | 8   | 26,8 | 40,9 | 35,6 | 100  | 5,2 | 1,1 | 1,4 | 0,7 | 9,1  |
| 2022-2023 | Long Island Nets | 40  | 20  | 23,5 | 47,3 | 46,8 | 67,4 | 5,6 | 1,5 | 0,8 | 0,7 | 12,2 |
| 2023-2024 | Long Island Nets | 43  | 29  | 26,3 | 42,2 | 37,9 | 86,5 | 5,4 | 1,8 | 0,5 | 0,3 | 11,1 |
| Carriera  | Carriera         | 181 | 102 | 26,9 | 42,4 | 38,1 | 76,6 | 6,1 | 1,8 | 0,8 | 0,5 | 11,9 |